# 傅鶴齡
傅鶴齡，中華民國空軍少將，是台灣航太專家、幽浮學專家，畢業於中正理工學院正期班64年班、美國密西根大學航空工程系碩士、美國科羅拉多大學航太工程系博士，為前國防部長、陸軍總司令蔣仲苓上將女婿，曾任中山科學研究院第一所所長，亦曾在國立交通大學、中原大學、淡江大學及中國文化大學擔任副教授。
傅鶴齡對幽浮學亦有研究，是台灣飛碟學會的顧問；曾在1980年代與著名幽浮學家艾倫·海尼克博士見面，並親自造訪羅斯威爾事件事發地點。
他也常於《關鍵時刻》等台灣電視節目上講解外星人或航太主題。

## 外部連結
- 能源與機電家園 （页面存档备份，存于）
- 師資陣容-傅鶴齡 （页面存档备份，存于） 中國文化大學機械工程學系